# Альціон-галатея рожевогрудий
Альціо́н-галатея рожевогрудий (Tanysiptera nympha) — вид сиворакшоподібних птахів родини рибалочкових (Alcedinidae). Ендемік Нової Гвінеї.

## Опис
Довжина птаха становить 30-35 см, враховуючи довгий хвіст, вага 47-57 г. Центральні стернові пера довші за крайні. Дзьоб червоний, лоб синій, надхвістя червонувате, крила синювато-чорні. Центральні стернові пера блакитнуваті.

## Поширення і екологія
Рожевогруді альціони-галатеї мешкають на північному заході острова (на півостровах Чендравасіх і Бомберай), в горах Адельберт та на узбережжі півострова Гуон. Вони живуть у вологих рівнинних тропічних лісах та в мангрових лісах. Зустрічаються переважно на висоті від 500 до 1000 м над рівнем моря. Живляться комахами, яких ловлять на землі.